# بوبي بريدغر
بوبي بريدغر (بالإنجليزية: Bobby Bridger)‏ هو ملحن ورسام ومغن مؤلف أمريكي، ولد في 14 مارس 1945.